# Eduardo Robledo
Edward „Ted“ Oliver Robledo (* 26. Juli 1928 in Iquique; † 6. Dezember 1970 im Golf von Oman) war ein chilenischer Fußballspieler, der viele Jahre seiner Karriere in England verbrachte und in der chilenischen Fußballnationalmannschaft spielte. Gemeinsam mit seinem Bruder George Robledo wurde er zweifacher englischer Pokalsieger und chilenischer Meister.

## Karriere

### Verein
Ted Robledo, Sohn eines chilenischen Vaters und einer englischen Mutter und Bruder von George Robledo, ging im Alter von vier Jahren mit seinen Eltern nach Wath upon Dearne in South Yorkshire, England. Seine Profilaufbahn begann er 1947 beim FC Barnsley, nachdem er zuvor als Amateur bei Huddersfield Town gespielt hatte. Der englische Spitzenverein Newcastle United war an der Verpflichtung seines Bruders George interessiert, doch dieser wollte nur gemeinsam mit seinem Bruder wechseln. So zahlte Newcastle £ 26.500 für George Robledo. Mit ihm wechselte gleichzeitig sein zwei Jahre jüngerer Bruder Ted zur Mannschaft um den Nationalspieler Jackie Milburn.
In seinen vier Jahren beim Traditionsverein aus Newcastle upon Tyne gewann Edward Robledo, der in England Ted gerufen wurde, in den Jahren 1951 und 1952 zweimal in Folge den FA Cup: 1951 durch ein 2:0 dank zweier Treffer von Jackie Milburn im Endspiel gegen den FC Blackpool um Stanley Matthews und Stan Mortensen, und im Jahr darauf durch ein 1:0 über den FC Arsenal. Sein Bruder George Robledo erzielte hier sechs Minuten vor Spielende das entscheidende Tor. In der Liga lief es für Newcastle United hingegen nicht so gut. In den Jahren, in denen Ted Robledo beim Verein spielte, war die Mannschaft stets nur im Mittelfeld zu finden. In der Saison 1951/52 reichte es dennoch nur zu Platz 8, obwohl sein Bruder George mit 33 Toren Torschützenkönig der Liga wurde.
1953 verließ Ted Robledo zusammen mit seinem Bruder Newcastle United. Beide schlossen sich in der chilenischen Hauptstadt Santiago dem Spitzenverein CSD Colo-Colo an. Bereits in seiner ersten Spielzeit bei Colo-Colo gewann Robledo die nationale Meisterschaft. Im Jahr darauf stand Colo-Colo kurz vor der Titelverteidigung, wurde jedoch nur Zweiter hinter CD Universidad Católica. 1956 kehrte Ted Robledo nach England zurück und schloss sich dem Zweitligisten Notts County an, während sein Bruder in Chile blieb. Dort beendete Ted Robledo 1958 seine Karriere.

### Nationalmannschaft
In der chilenischen Fußballnationalmannschaft kam Eduardo Robledo erstmals am 14. Februar 1954 bei der Qualifikation zur Weltmeisterschaft 1954 zum Einsatz. In allen vier Qualifikationsspielen spielte er 90 Minuten, die Qualifikation verpasste Chile aber nach vier Niederlagen deutlich. Beim Campeonato Sudamericano 1955 im eigenen Land kam das Team bis ins Endspiel, wo es jedoch mit 0:1 gegen Argentinien verlor. Das Finale war auch gleichzeitig das letzte Spiel Robledos im Nationaltrikot.

## Leben nach dem Fußball
Noch während seiner Zeit bei Notts County arbeitete Ted Robledo als Elektroniker bei der NASA. Desillusioniert vom niedrigen Gehalt in der Branche ging er 1965 nach El Salvador, wo er Trainer von CD Once Municipal wurde. Danach arbeitete er in der Ölindustrie, wo er beim Bau von Fördertürmen in Brasilien und Afrika half. Bei International Drilling Co. Ltd., das 1963 von Transocean  übernommen wurde, war er auf Ölschiffen im Persischen Golf unterwegs. Von einer Fahrt unter Kapitän Hans Besseinich im Golf von Oman kam Ted Robledo nie zurück. Die genauen Umstände seines Verschwindens sind unklar, seine Leiche wurde nie gefunden.

## Erfolge
Newcastle United
- Englischer Pokalsieger: 1951/52, 1952/53

CSD Colo-Colo
- Chilenischer Meister: 1953